# クウン・ブカ
クウン・ブカ(モンゴル語: Ku'un buqa,中国語: 口温不花, 生没年不詳)とは、チンギス・カンの庶弟ベルグテイの息子で、モンゴル帝国の皇族。『元史』などの漢文史料では口温不花、ペルシア語史料ではکمن بوقا/Kumun būqāと記される。主にオゴデイ・カアンに仕えて金朝・南宋遠征に功績を挙げた。

## 概要
クウン・ブカが始めて史書に登場するのは1232年のオゴデイ・カアンによる金朝征服の時で、当初クウン・ブカはオゴデイ自ら率いる中軍に所属して潞州・鳳翔の攻略に参加していた。しかし西方から進軍していたトゥルイ率いる右翼軍が金軍の主力と相対するに及び、オゴデイはベルグテイ家のクウン・ブカ、カサル家のアルチダイ、ジャライル国王家のタスを援軍として派遣し、クウン・ブカらは三峰山においてトゥルイ率いる右翼軍と合流した。クウン・ブカらの援軍を迎えたトゥルイは20万人とも称される金軍の主力を三峰山の戦いにおいて撃ち破り、モンゴル軍の勝利を決定づけた。
金朝の攻略後、新たに領土を接するようになった南宋に対し、オゴデイ・カアンは自らの息子クチュを総司令とする遠征軍を派遣することを決定した。クウン・ブカもまたこの遠征軍に所属していたものの、遠征が始まって間もなクチュが急死してしまったため、クウン・ブカはタングート人のチャガンとともに遠征軍を指揮しなければならなくなった。1235年には棗陽及び光化軍を攻略し、南宋の何太尉を捕らえるという功績を挙げた。一時クウン・ブカがカアンの下に帰った時には、チャガンに南宋方面軍の指揮を委ねている。
1237年には再び南宋領へ南下し、クウン・ブカはチャガン及びジャライル部のタスとともに光州を攻囲した。オゴデイ・カアンは華北の史天沢ら漢人軍閥にも協力を要請したため、史天沢らは光州の外城を破り、遂に光州を攻略した。光州の攻略後、クウン・ブカはタスらとは別行動をとって更に南下し、光州の南に位置する黄州まで攻め入った。クウン・ブカが黄州まで至ったところでモンゴル軍の南下を恐れた南宋との講和が成立し、クウン・ブカらモンゴル軍は帰還した。
『元史』の列伝には後に元朝に仕える高官となった漢人官僚(蔡珍・高觿)の父祖がクウン・ブカの南宋遠征に参加していたことが記録されている。1237年の南宋戦を最後にクウン・ブカは史料に登場しなくなり、その後の動向は不明である。後にクビライ・カアンと張徳輝が問答した際、張徳輝は宗室中の賢人であるクウン・ブカのような人物に兵権を任せるの良いでしょう、と語っている。

## ベルグテイ王家
- ベルグテイ（Belgütei,別里古台／Bīlgūtāī nūyānبیلگوتای نویان）
  - イェス・ブカ大王（Yesü buqa,也速不花大王／Īsū būqāیسوبوقا）
    - 広寧王ジャウドゥ（J̌au'du,広寧王爪都／Jāūtūجاوتو）
      - テムル大王（Temür,帖木児大王）
        - トク・テムル大王（Toq temür,脱鉄木児大王）

      - ナヤ大王（Naya,乃顔大王）

  - クウン・ブカ大王（Ku'un buqa,口温不花大王／Kumun būqāکمن بوقا）
    - メルギデイ大王（Mergidei,滅里吉歹大王）
    - オンギラダイ大王（Onggiradai,甕吉剌歹大王）
      - 広寧王チェリク・テムル（Čerik temür,広寧王徹里帖木児）
        - 広寧王アルクンチャ（Alqunča,広寧王按渾察）

  - カルトゥク大王（Qaltuqu,罕禿忽大王）
    - コルギ大王（Qorgi,霍歴極大王）